# Christiane Dorst
Christiane Dorst (née le 14 août 1939 à Babelsberg) est une costumière et scénographe allemande.

## Biographie
De 1957 à 1962, elle étudie la scénographie à l'école des beaux-arts de Berlin-Weißensee. De 1962 à 1968, elle est costumière et scénographe au Hans Otto Theater à Potsdam et conçoit pour cinquante productions les décors et les costumes. De 1968 à 1970, elle fait principalement les costumes du théâtre de Leipzig.
En 1970, elle travaille pour la DEFA en tant que costumière. Elle collabore deux fois avec le réalisateur ouest-allemand Peter Schamoni sur Frühlingssinfonie et Caspar David Friedrich – Grenzen der Zeit.
En 1990, elle prend la direction des costumes et des masques des studios de Babelsberg.

## Filmographie
- 1972 : Die Schlüssel
- 1972 : Januskopf
- 1972 : Der Dritte
- 1973 : Die Hosen des Ritters von Bredow
- 1974 : Johannes Kepler
- 1974 : Lotte in Weimar
- 1976 : Unser stiller Mann
- 1976 : Die Leiden des jungen Werthers
- 1977 : Unterwegs nach Atlantis
- 1978 : Ursula (TV)
- 1978 : Anton der Zauberer
- 1979 : Addio, piccola mia
- 1979 : Lachtauben weinen nicht
- 1980 : Glück im Hinterhaus
- 1981 : Unser kurzes Leben
- 1982 : Die Beunruhigung
- 1983 : Automärchen
- 1983 : Frühlingssinfonie
- 1984 : Bockshorn
- 1984 : Eine sonderbare Liebe
- 1985 : La Variante Grünstein
- 1985 : Gritta von Rattenzuhausbeiuns
- 1985 : Polizeiruf 110: Verführung (série TV)
- 1986 : Das Haus am Fluß
- 1986 : Caspar David Friedrich – Grenzen der Zeit
- 1987 : Vorspiel
- 1988 : Fallada – letztes Kapitel
- 1988 : Einer trage des anderen Last
- 1989 : Der Bruch
- 1990 : Sehnsucht
- 1990 : Stein
- 1990 : Die Architekten
- 1990 : Kein Wort von Einsamkeit
- 1991 : Der Tangospieler
- 1991 : Der Verdacht
- 1992 : Die Spur des Bernsteinzimmers
- 1992 : Das große Fest
- 1994 : Sherlock Holmes und die sieben Zwerge
- 1999 : Die Braut